# Huapalas
Huapalas, referenciado en el censo de INEI como Huapalas Zona Sagrado Corazón de Jesús, es un caserío peruano ubicado en el distrito de Chulucanas, perteneciente a la provincia de Morropón del departamento de Piura, al norte del Perú. 

## Ubicación
Huapalas se ubica al noroeste de la provincia de Morropón, en el distrito de Chulucanas, en el departamento de Piura.

## Demografía
En 2017 Huapalas tenía una población de 780 habitantes.
| Gráfica de evolución demográfica de Huapalas entre 1993 y 2017 |
|                                                                |
| Fuentes: Población 1993 y 2017                                 |